# I brottets spår: Fallet Tove
I brottets spår: Fallet Tove är en svensk dokumentärserie som hade premiär på SVT Play den 12 november 2023 och på SVT den 13 november 2023. Serien består av tre avsnitt som kretsar kring brottet, utredningen och rättegångarna.

## Handling
Serien handlar om det uppmärksammade mordet på Tove Tönnies i Vetlanda i oktober 2022. SVT:s kriminalreportrar Karin Fagerlund och Lasse Lampers har följt utredningen från det att Tove försvann till domen mot två unga kvinnor i hovrätten. De träffar bland annat utredare, åklagare och advokater samt grannar och bekanta för att söka svar om vad som egentligen hände och hur mordet har påverkat Vetlanda.

## Medverkande (i urval)
- Karin Fagerlund
- Lars Olof Lampers